# Festyland
Festyland est un parc d'attractions situé en France, à Bretteville-sur-Odon (près de Caen), dans le département du Calvados et en région Normandie.
Inauguré en 1989 et comportant une trentaine d'attractions, il devient le plus grand parc d'attractions de Normandie ainsi que la cinquième destination touristique de la région depuis 2008. Il connait une fréquentation croissante depuis son ouverture et accueille entre 180 000 et 220 000 visiteurs par an, se classant en 2019 dans le top 15 des parcs de loisirs français.
Le parc est reconnu pour valoriser la culture normande, en proposant des attractions et des décors sur des thèmes liés à son histoire : le Moyen Âge et Guillaume le Conquérant, les Vikings, les corsaires normands et les années 1900.

## Histoire

### L'idée d'un petit parc local et familial
Sur une idée de Daniel Lair, marchand de caravanes, d'Hervé Lebel, spécialiste du marketing direct, ainsi que de leurs épouses respectives, le parc se construit au cours de l'année 1988 sur le terrain de six hectares d'une ancienne casse de voitures, dans l'agglomération caennaise,. Le projet de ces deux couples d'amis nécessite un investissement de plusieurs millions de francs et bénéficie d'un budget annuel d'environ un million de francs pour la communication, le salaire des huit premiers employés du parc, la maintenance et l'achat de nouvelles attractions. Juste avant l'arrivée des premiers visiteurs, une mascotte est installée à l'entrée du parc. Il s'agit d'une reproduction d'un stégosaure, que les créateurs décident de surnommer « Festy ».
Festyland ouvre ses portes le 11 juin 1989, en proposant notamment aux visiteurs un circuit de train sur rail, des jeux d’adresse en bois, un trampoline, une balançoire géante et un spectacle de cirque tous les après-midis,. Le thème du parc se veut alors centré sur la chevalerie et Guillaume le Conquérant et attire, au cours de sa première année d'ouverture, 34 000 visiteurs,.

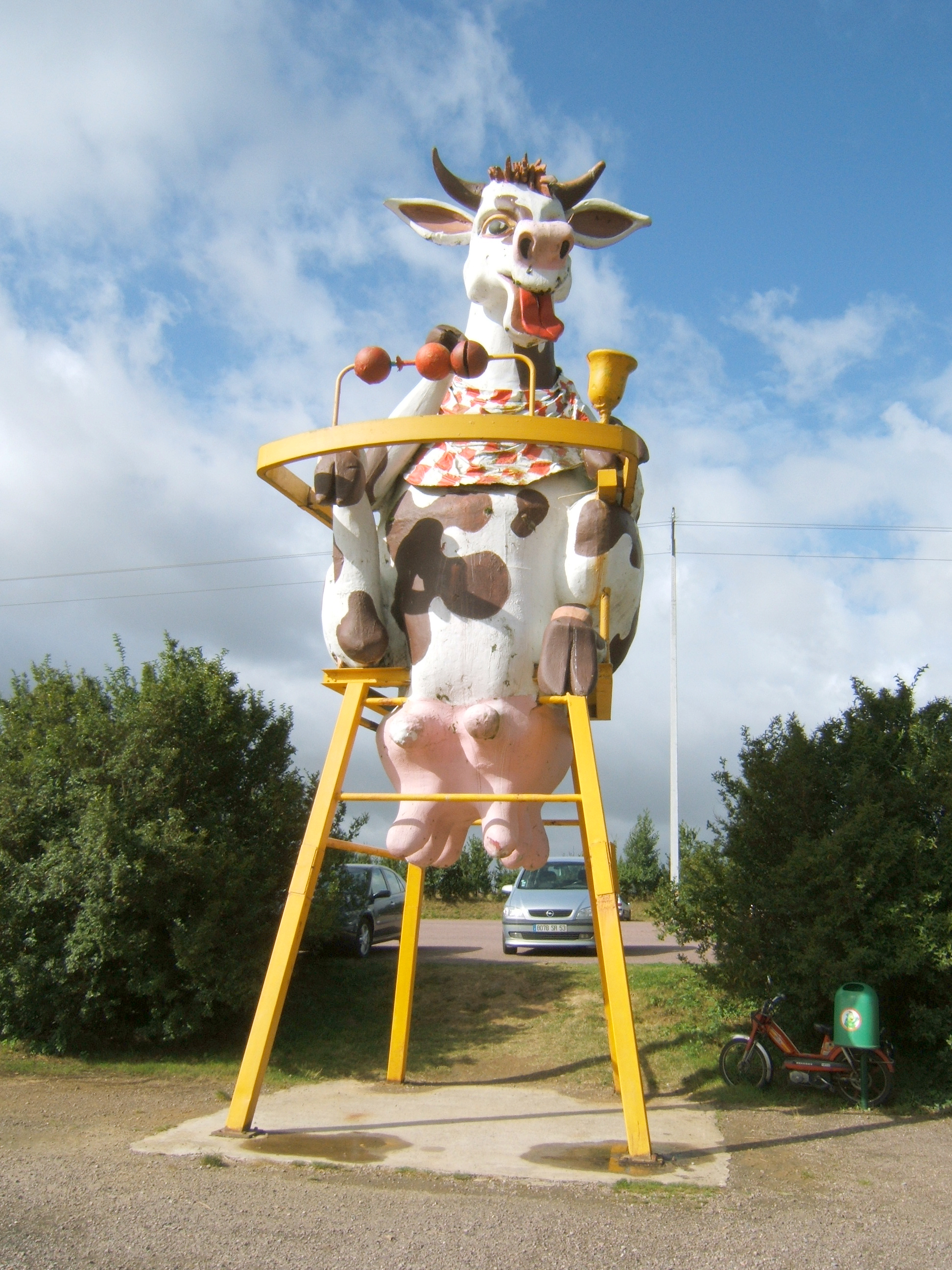
La vache domine le parking entre 1993 et 2013.

En 1993, Daniel Lair et Hervé Lebel récupèrent de l'ancien parc démonté de Zygofolis (Nice) une statue de vache géante (« la vache du Bœuf à table »), constituée d'acier, de polystyrène et de fibre de verre, qu'ils font installer sur le parking du parc,. La vache, assise sur une chaise et haute de 7,5 mètres, est visible par les usagers du boulevard périphérique de Caen et devient rapidement l'emblème de Festyland.

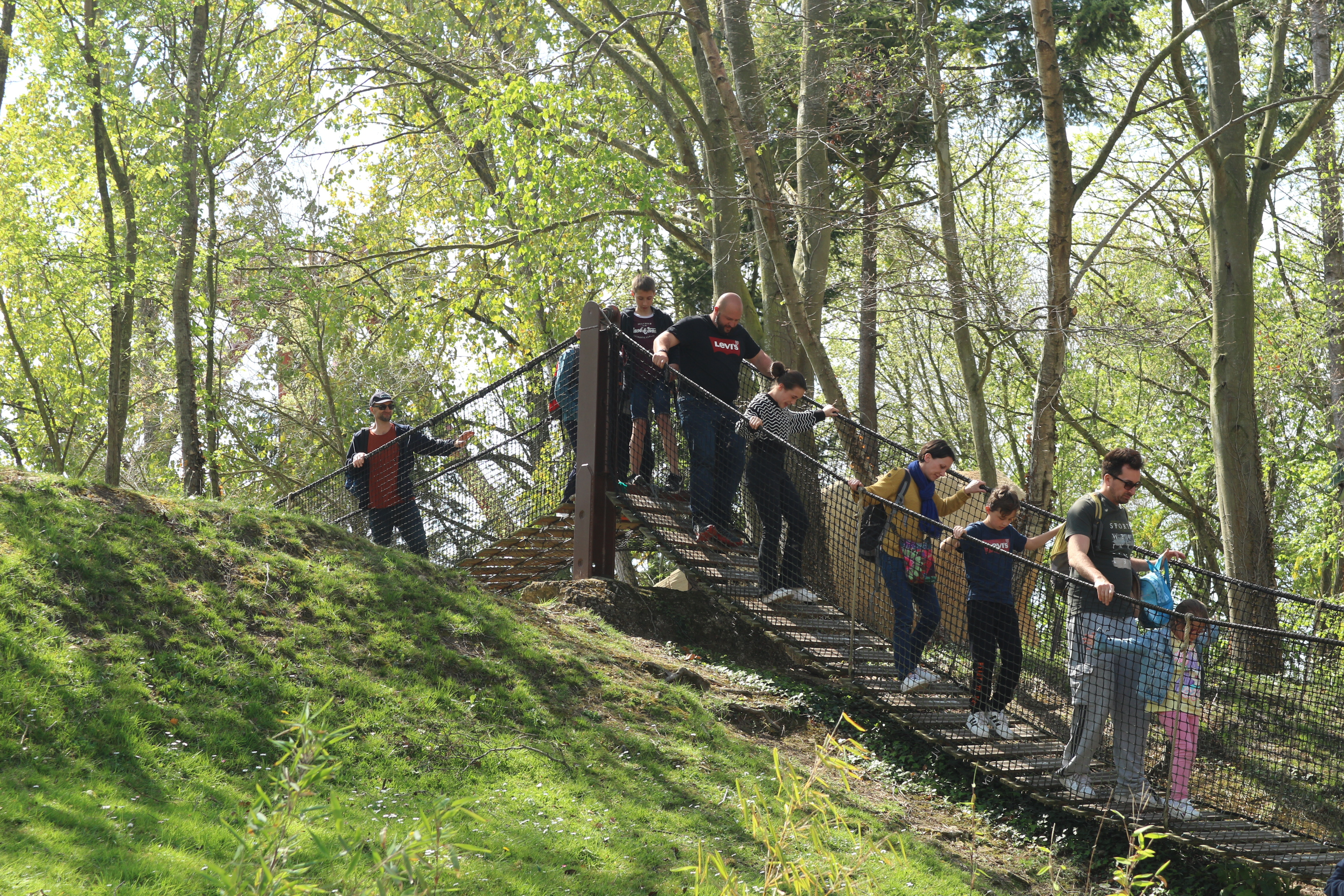
Le pont de cordes.

En 1995, la gestion du parc est confiée à Jean Lauret. Festyland comprend alors vingt-huit espaces de jeux avec notamment un labyrinthe, un toboggan géant, une piscine de boules, un château gonflable, un « pit-pat » (mélange entre le billard et le mini-golf), un circuit de monorail, un musée du vélo, un parcours d'aventures sur quatre étages (La grande aventure, futur Repère des pirates) et un pont de corde géant au-dessus d'un étang,. Le parc intègre également un espace appelé « Festy-village ».

### Drakkar Express: Festyland affirme son identité normande

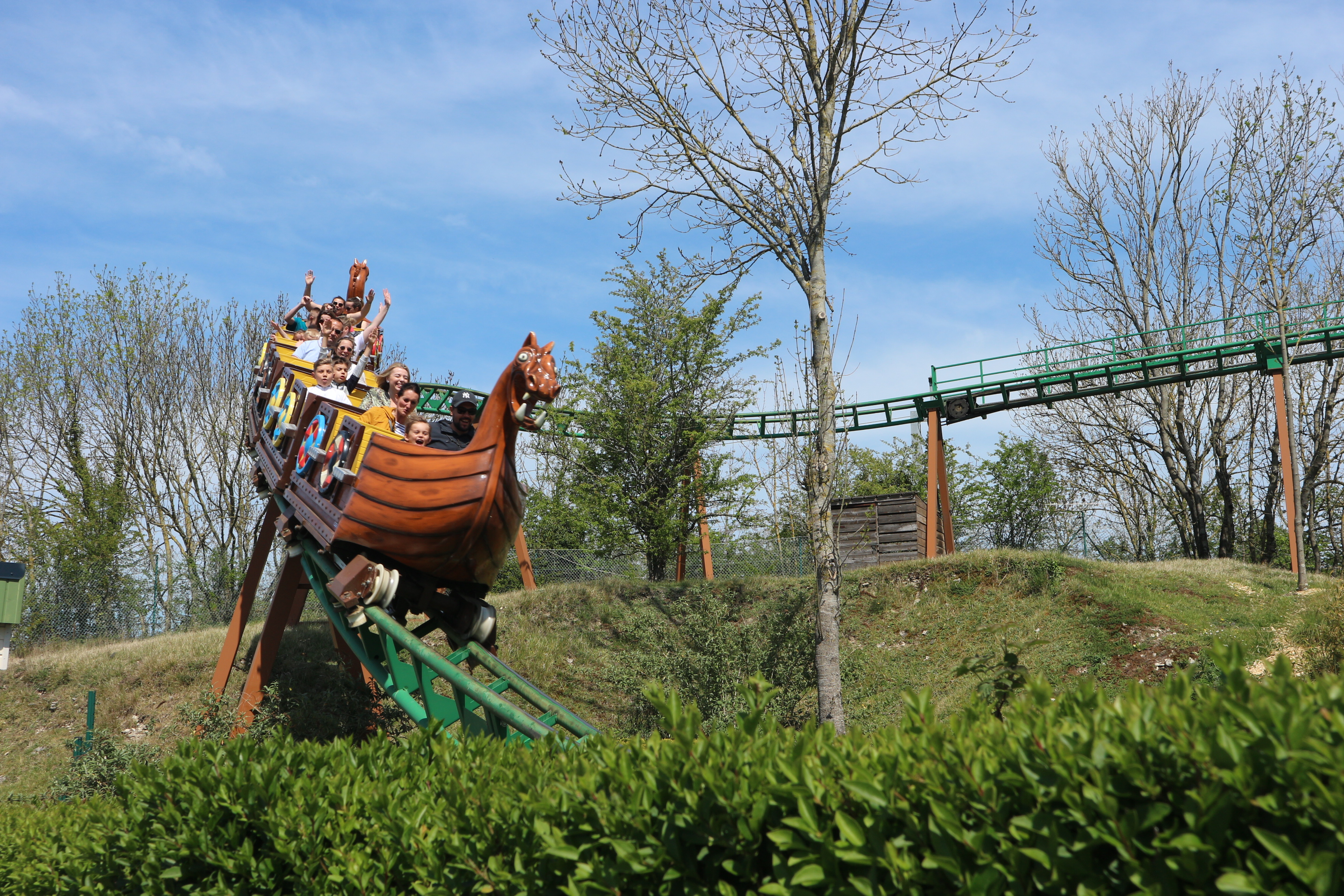
Le Drakkar Express.

En 1997 est construite la première attraction mécanique, le Drakkar Express, et son thème viking vient affirmer l'identité normande du parc.

### Investissements et records de fréquentation
En 1997, Festyland a accueilli 75 000 visiteurs et double ainsi sa fréquentation en huit ans.
Alexandre Lair, le fils du cofondateur Daniel Lair, est d'abord « stagiaire » au parc (notamment en 2000). Il en devient le responsable avant 2004.
De 1998 à 2008, plusieurs attractions sont construites en ayant pour thème l'histoire de la Normandie, notamment le circuit de montagnes russes 1066 – Spirit of Conqueror et le circuit de voitures anciennes Les Tacots, symbolisant la route nationale 13 qui relie Paris, Caen et Cherbourg. Une réfection des allées et des clôtures du parc a lieu en 2004 et de nouveaux décors sont introduits. La même année, une nouvelle attraction (Le Dôme) est présentée au public : il s'agit d'un cinéma à 180°,. Le parc franchit le cap des 150 000 visiteurs en 2005, puis celui des 179 000 visiteurs en 2008. Il se classe ainsi cinquième destination touristique de Normandie,,. Le parc franchit le cap des 250 000 visiteurs en 2023.

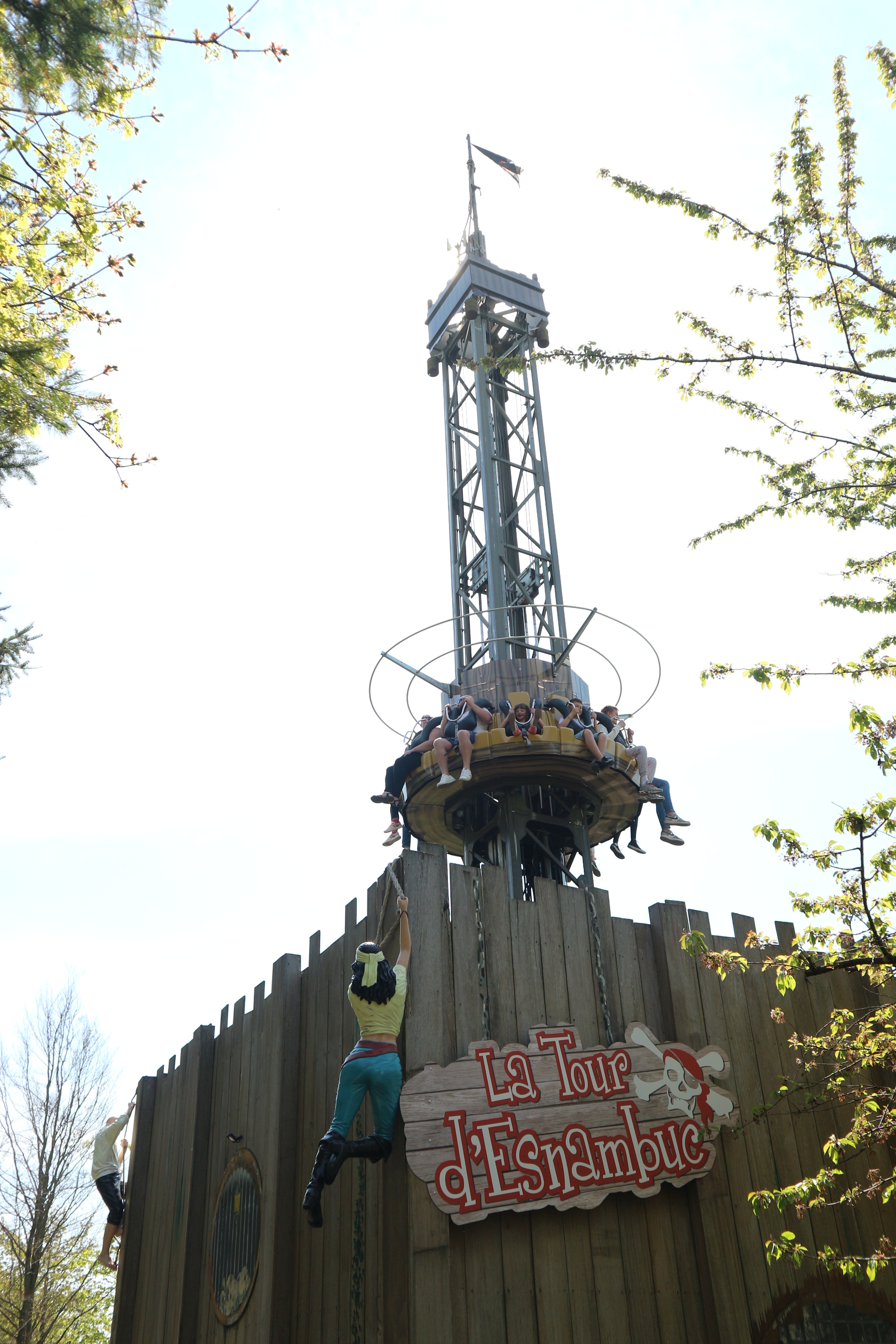
La Tour d'Esnambuc est inaugurée pour les 20 ans du parc.

Alexandre Lair prévoit qu'une nouvelle attraction soit proposée tous les ans. Ainsi, entre 2009 et 2011, trois attractions à sensations fortes (la Tour d'Esnambuc, Le Grand Tournoi et l'Erétic) sont ajoutées afin d'attirer le public adolescent. La Tour d'Esnambuc, qui doit son nom au flibustier normand Pierre Belain d'Esnambuc, représente pour sa part un investissement de 300 000 € et le parc fait la promotion de son inauguration à l'occasion de ses vingt ans. En parallèle, plusieurs animations sont proposées les vendredis, samedis et dimanches, avec des spectacles d'échassiers, de cracheurs de feu, de musiciens et de comédiens, autour des thèmes du Moyen Âge, de la piraterie ou de l'Heroic fantasy. Le Grand Tournoi, un Disk'O à thème équestre, est construit en 2010 sur la zone où avaient lieu précédemment des spectacles de chevalerie. Il nécessite 600 000 € d'investissement et deux mois de travaux.
En 2012, le parc comprend une trentaine d'attractions (dont 90% sont familiales). Un budget de 300 000 € supplémentaire est utilisé pour construire un village fortifié de 1 500 m2 sur le thème viking, nommé Vikland. Celui-ci est destiné aux plus petits (jusqu'à 8 ans) et comprend notamment une piscine à boules, un château toboggan et un manège à tasses en forme de tonneaux. Les travaux de cette nouvelle section nécessitent alors douze semaines de chantier.

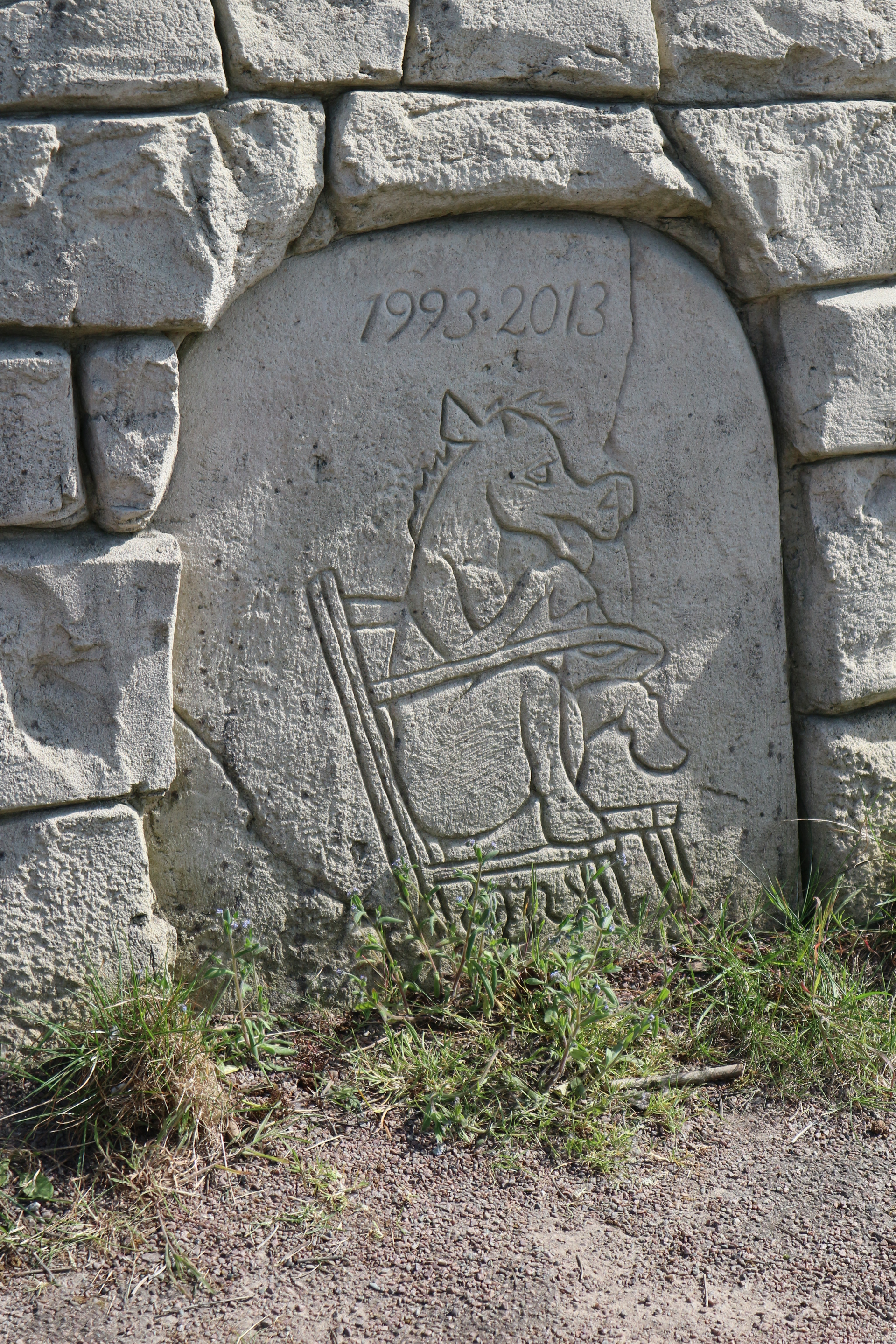
Plaque humoristique dédiée à l'ancienne vache.

En 2013 est réaménagé un espace sonorisé autour du pont de cordes, et dédié à l'univers préhistorique, avec l'implantation de nouveaux dinosaures,. En parallèle, la vache emblématique située sur le parking du parc s'est au fil des années détériorée et fragilisée. Elle est démontée en 2013 en vue d'être détruite et recyclée, ce qui attriste dans un premier temps un grand nombre de caennais et d'usagers du périphérique,,. Elle est remplacée par un totem en béton sculpté de plus de 8 mètres de haut, dominé par une nouvelle version de la mascotte « Festy », le petit dinosaure coiffé d’un casque de Viking,. Au pied du nouveau totem, l'équipe a fait ajouter, en guise de clin d'œil, une plaque commémorative dédiée à la vache.

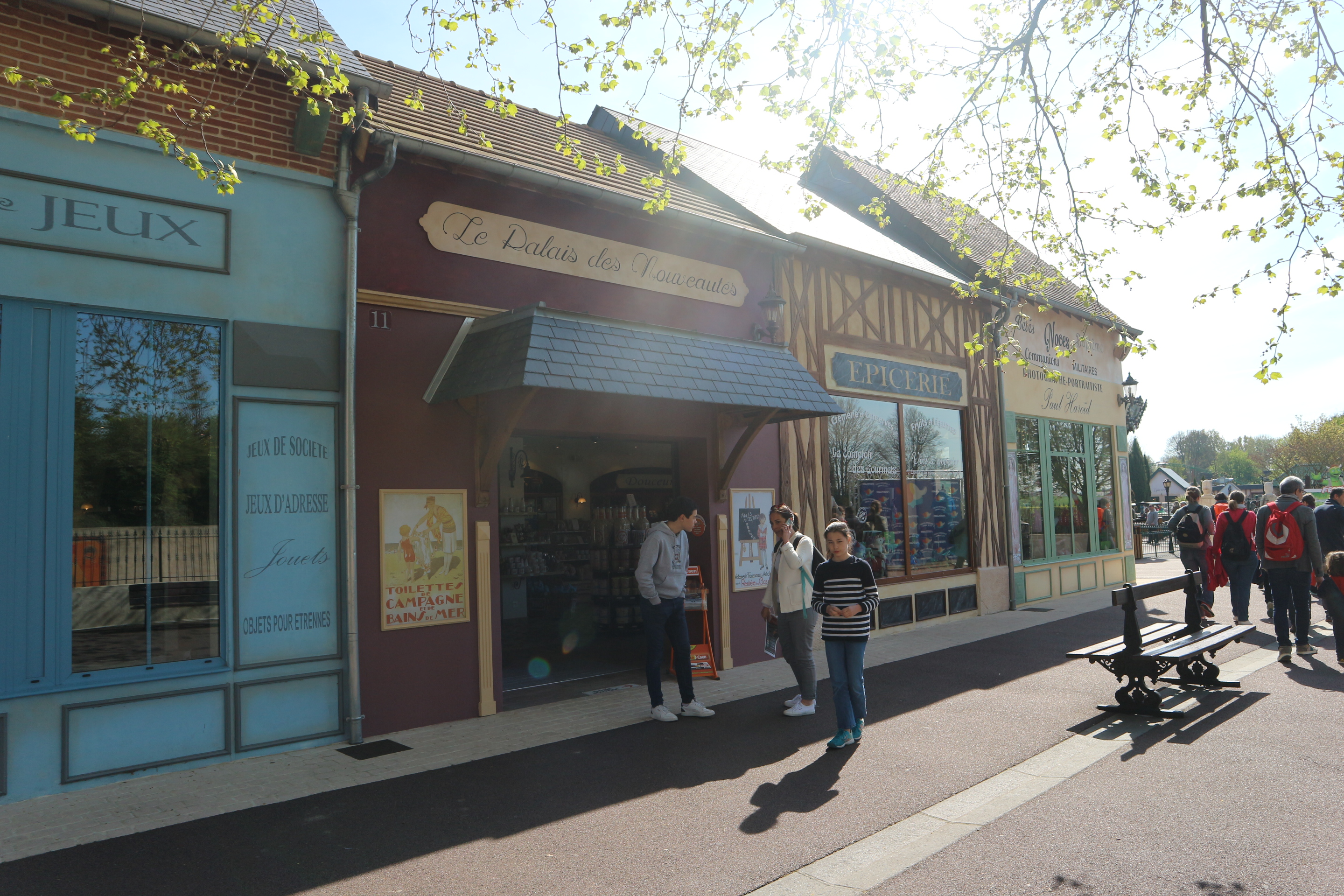
La Place 1900 est réaménagée en 2014.

Une Place 1900 est aménagée en 2014. Située à l’entrée du parc, cette dernière s'inspire des bourgs de villages de la Belle Époque pour redessiner les vitrines de ses différentes boutiques.
Le parc investit 1,8 million d'euros dans la construction de Kaskade, en 2015. Cette descente en bouées sur un parcours de 130 mètres occupe un espace de 1 200 m2, précédemment occupé par l'ancien Dôme (cinéma en relief),,. Le réaménagement de cet espace nécessite huit mois de travaux. Le directeur espère ainsi, grâce à cette nouvelle structure, dépasser les 200 000 visiteurs annuels, et atteint d'ailleurs cet objectif en accueillant 225 000 visiteurs sur la saison.

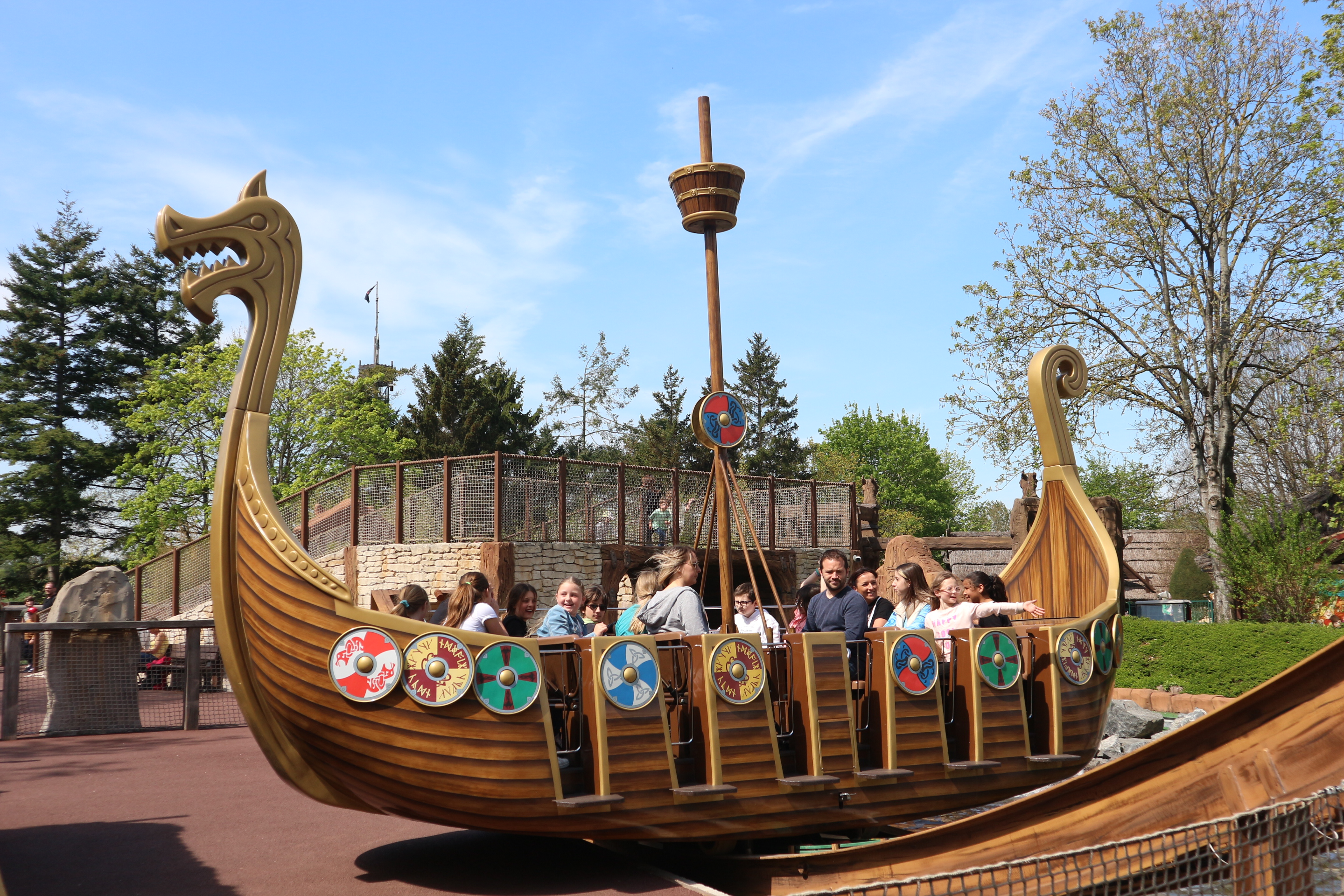
Le Niørty dans le village Vikland.

Pour les 20 ans du Drakkar Express, première attraction viking de Festyland, le parc inaugure Miolnyr en 2017 : un Air Race de 8 mètres de haut et 20 mètres de diamètre, qui s'inspire du Mjöllnir, le marteau de Thor. En 2018 sont construits deux nouveautés dans une expansion du village pour enfants de Vikland : un Rockin' Tug appelé Niørty, et un petit train, le Troll Roll.

### 30 ans, à la veille de la pandémie
En 2019, le parc fête ses 30 ans. Pour cette occasion, l'ambiance musicale change, un rafraichissement des décors sur les attractions est effectué, et deux nouvelles attractions — le Carrousel de Jules sur deux étages, inspiré des histoires de Jules Verne, et les Tacotines, un parcours de mini Formule 1 — s'ajoutent au parc peu avant sa fermeture temporaire en raison de la pandémie de Covid-19.
Le 16 octobre 2019, alors que le parc est fermé au public, un incendie sans gravité se déclare en fin d'après-midi dans une réserve de confiseries et de gadgets attenante aux locaux administratifs. Le personnel a pu rapidement évacuer les lieux et aucune attraction n'a été touchée.

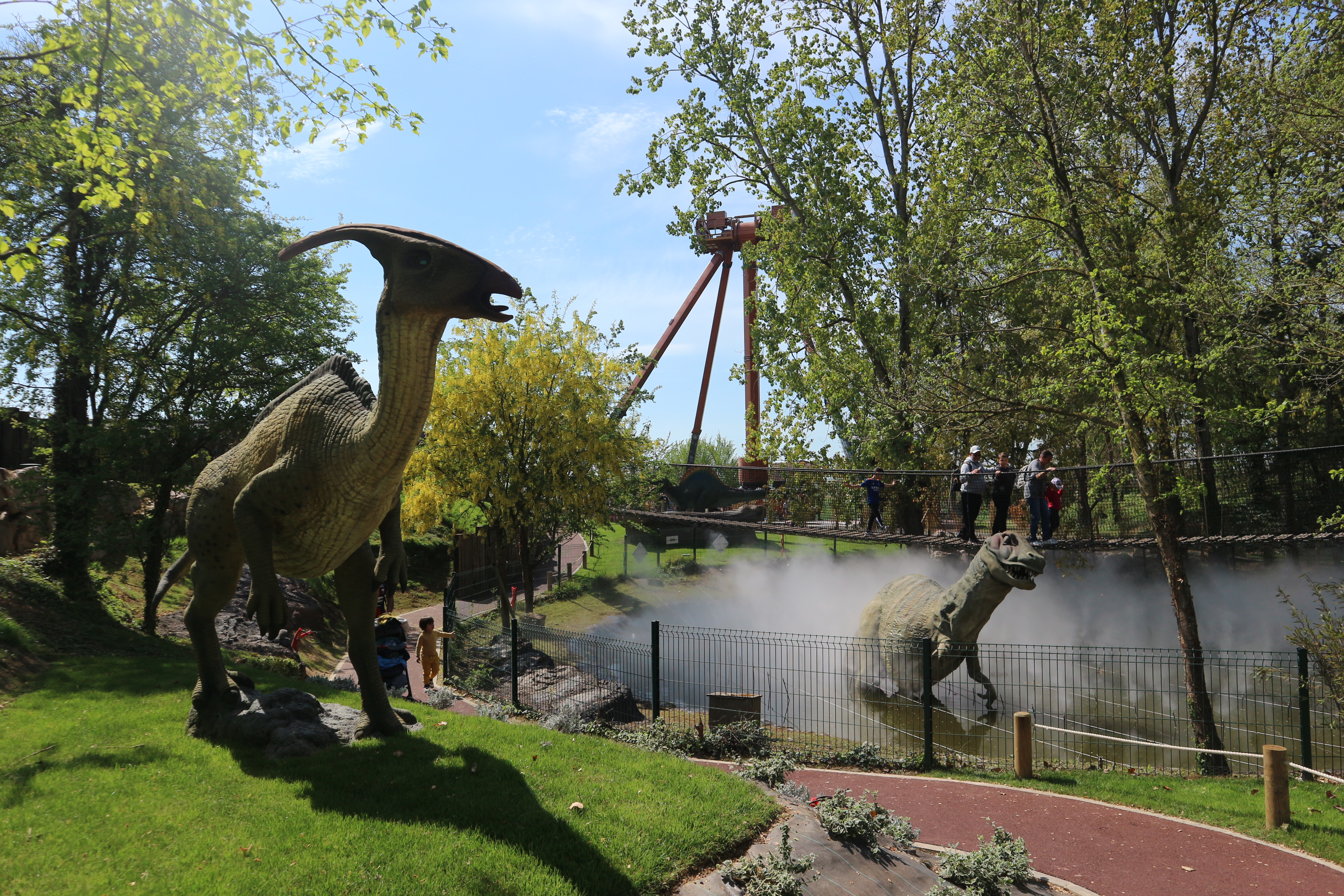
La Vallée des dinos en 2022.

Les saisons 2020 et 2021 sont toutes deux réduites de deux mois et demi en raison de la pandémie. Selon le directeur de Festyland, le parc « n'est pas en péril mais le tableau économique n’est pas réjouissant ».
La saison 2022 peut démarrer normalement, avec une ouverture au public en avril. Le parc réaménage le secteur préhistorique de 1 500 m2 situé près de l'attraction Kaskade, et y ajoute de nouveaux dinosaures. Ce circuit de promenade autour du pont de corde, renommé La Vallée des dinos, propose une nouvelle mise en scène avec des bruitages (oiseaux et grondements de dinosaures) et un grand nuage de vapeur d'eau émanant de l'étang.
En 2023, Kraken est une aire de jeux pour enfants « XXXL » de 300 m2. Il s’agit d’une aire pensée pour permettre aux parents et accompagnants de suivre les enfants à l’intérieur des structures, avec des cabanes et des passages à taille adulte. Autre nouveauté : le design d'Eretic, ce bras pendulaire qui emmène les visiteurs à 27 m de haut, a été totalement repensé. La file d'attente se veut immersive.

## Accès et situation géographique
Situé entre l'A84 et la N13, dans l'agglomération caennaise, son accès se fait par la D9, entre Carpiquet et Caen, puis par le chemin du Fresnot. Le parc est également accessible en transports en commun via la ligne 3 du réseau Twisto, direction « Aéroport » (Carpiquet), arrêt « Festyland ».
Le parc occupe une surface de six hectares, le long de la ligne de Mantes-la-Jolie à Cherbourg, auxquels s'ajoutent les trois hectares du parking relié au parc par un tunnel passant sous le boulevard périphérique de Caen, entre ses sorties  8 : Bessin et  9 : Porte de Bretagne. La forme de son terrain, situé au croisement de la ligne de chemin de fer et de la voie rapide, lui donne un aspect très étiré en longueur.

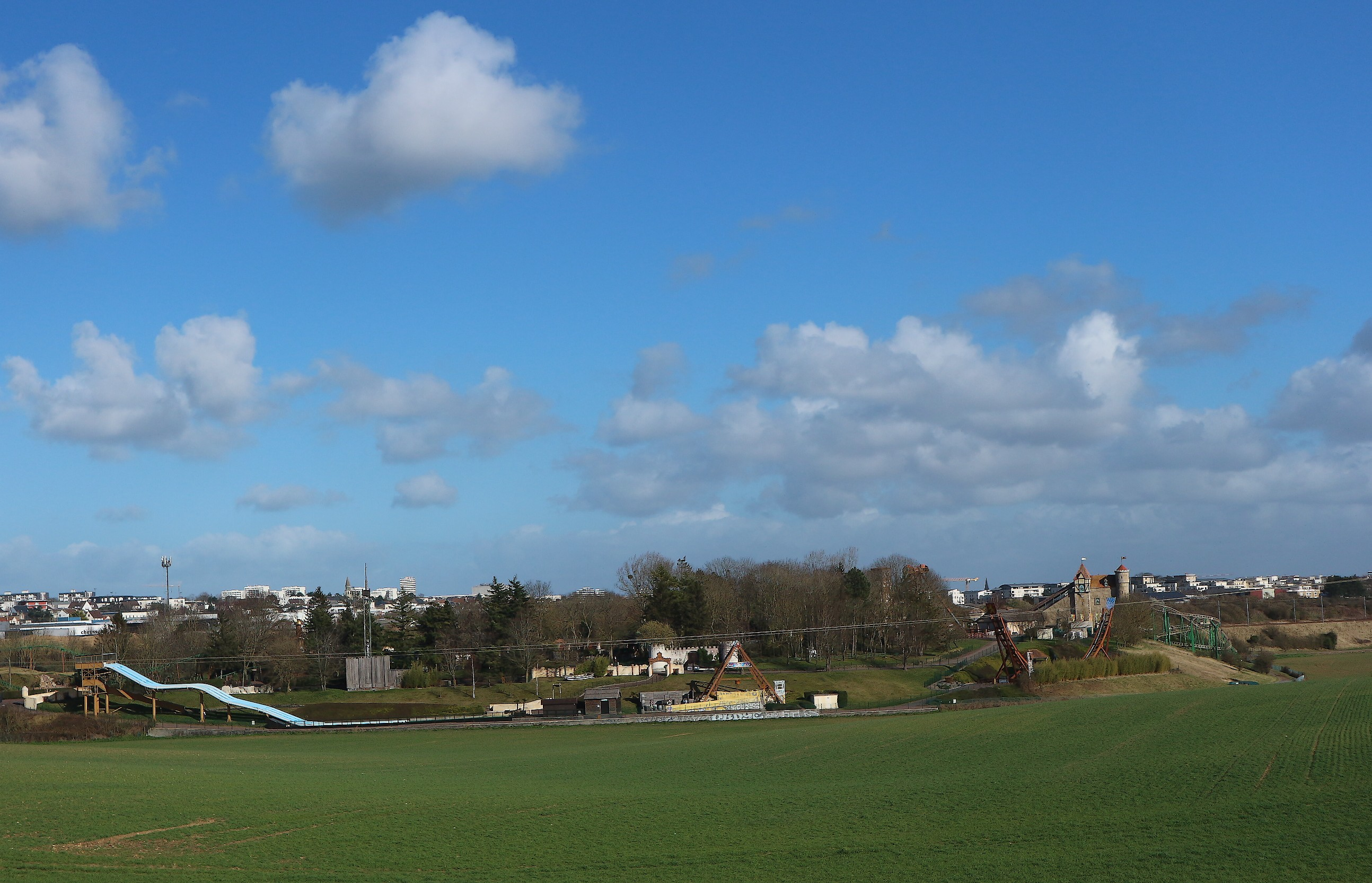
Vue sur la partie sud de Festyland, depuis le périphérique de Caen.
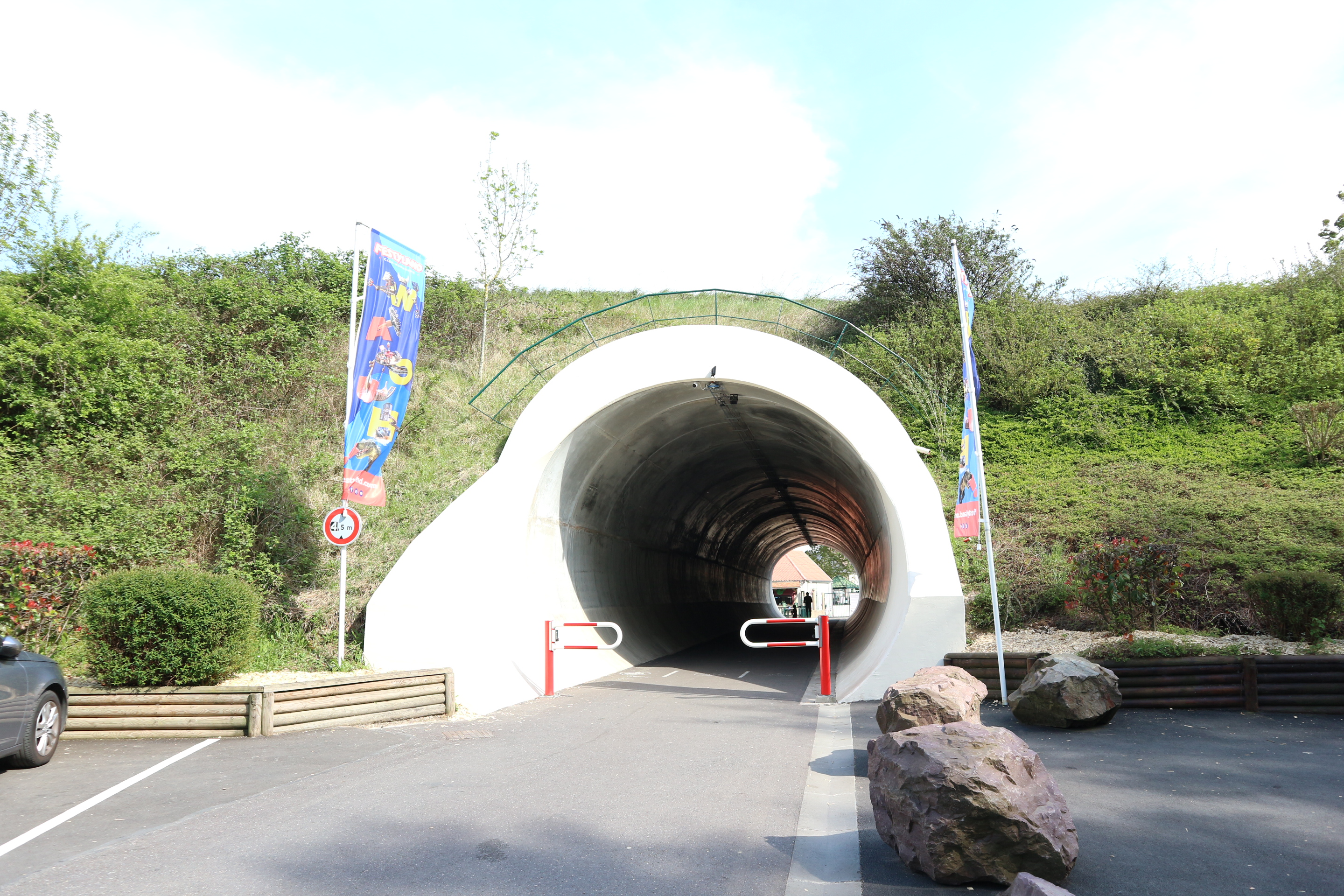
Tunnel d’accès piétonnier sous le périphérique de Caen.
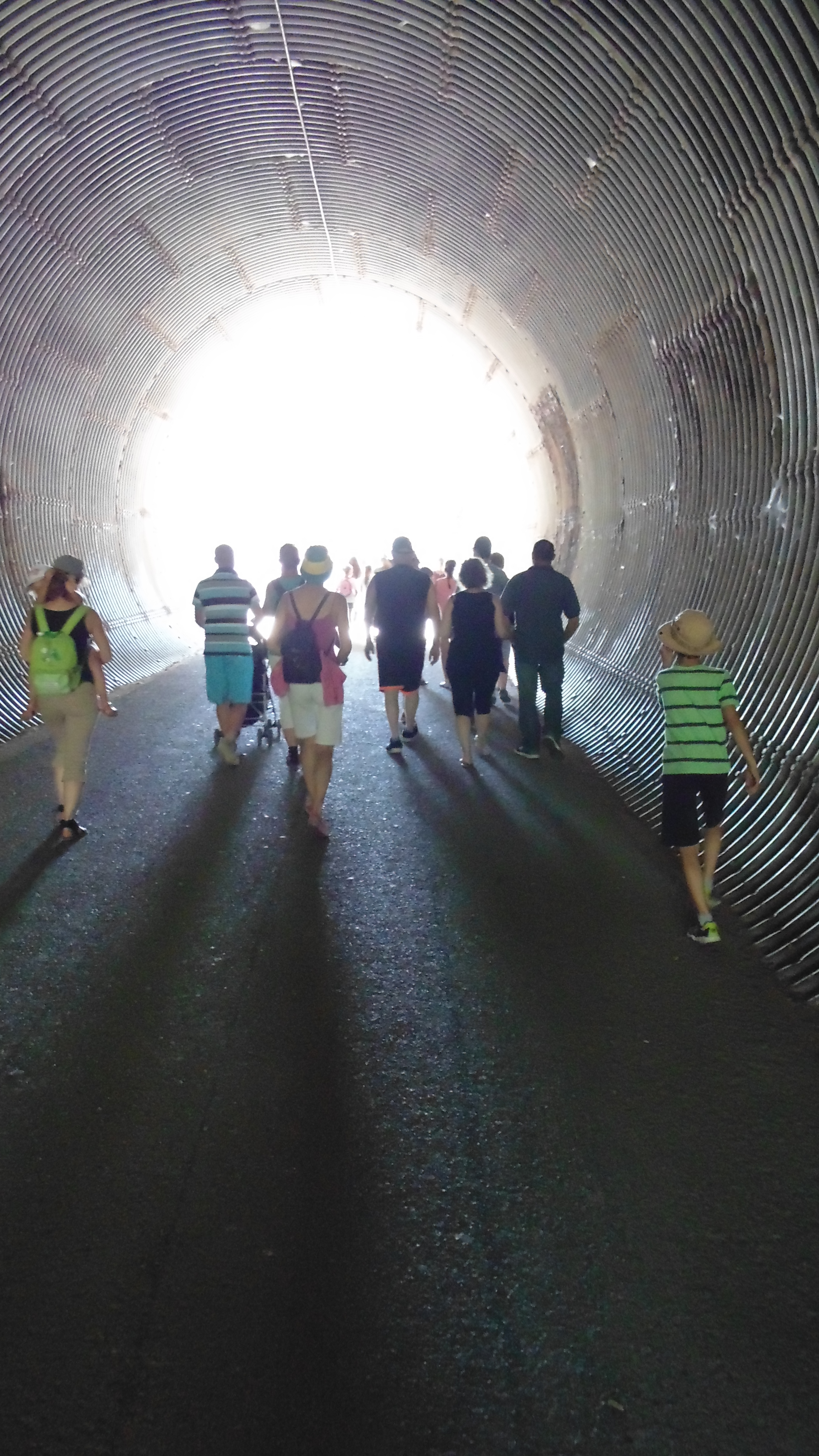
Tunnel d’accès piétonnier.

## Décors et ambiance

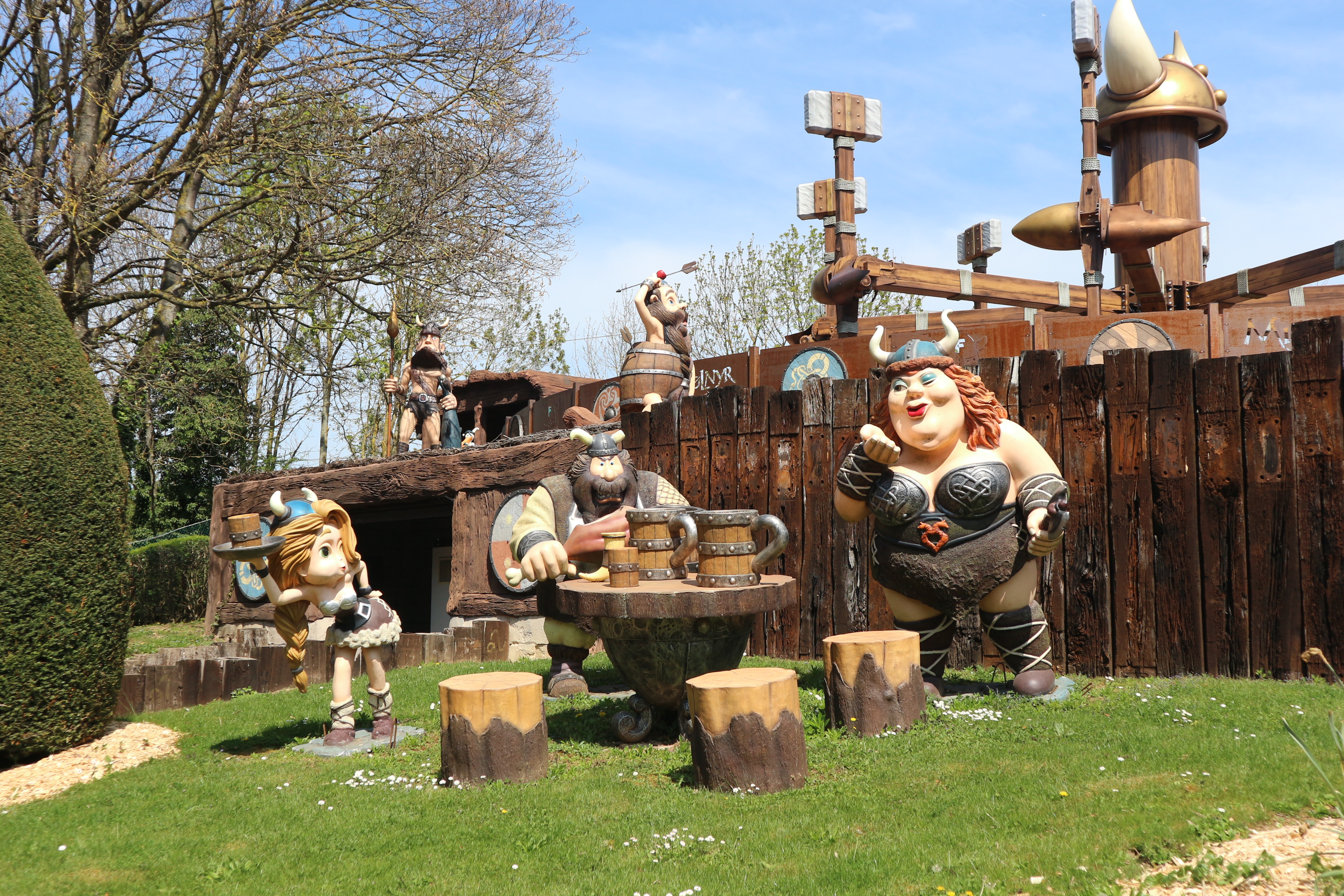
Décor de la zone thématique Vikings avec en arrière plan, l'attraction Miolnyr.

L'ambiance du parc repose sur la culture et l'histoire de la Normandie. Les décors des allées sont réalisés par des artisans de la région, en partenariat avec des fournisseurs également régionaux. La musique d'ambiance du parc dès 2019 a été réalisée par un compositeur caennais.

## Attractions
Festyland comprend une trentaine d'attractions, essentiellement familiales. Elles sont regroupées en quatre zones thématiques principales liées à l'histoire normande, : « La Belle Époque : le renouveau de la Normandie », « Les pirates normands : corsaires et explorateurs du XVIIe siècle », « Les Vikings : l'aventure des Normands » et « Le Moyen Âge : sur les traces de Guillaume le Conquérant et de Richard Cœur de Lion ».
Le parc contient deux montagnes russes : le Drakkar Express (1997) et le 1066 (2005), ainsi que trois attractions aquatiques : La Côte de Nacre, Pirat'ak (2000) et Kaskade (2015).

### Attractions par zone thématique

#### «La Belle Époque»
| Année                | Nom (ancien nom)                     | Image | Type d'attraction                          | Constructeur |
| -------------------- | ------------------------------------ | ----- | ------------------------------------------ | ------------ |
| 1989[réf. souhaitée] | La Nationale 13 (Les Tacots)         |       | Balade en tacots                           | Soquet       |
| 1996                 | La Côte de Nacre (Les Bumpers Boats) |       | Attraction aquatique (bateaux tamponneurs) |              |
| Avant 2014           | Le Paris-Granville                   |       | Train panoramique                          |              |
| 2019                 | Carrousel de Jules                   |       | Carrousel sur deux étages                  | Concept 1900 |
| 2019                 | Les P'tits Bolides (Les Tacotines)   |       | Course de mini Formule 1                   |              |

#### «Les pirates normands»
| Année | Nom (ancien nom)                        | Image | Type d'attraction                         | Constructeur |
| ----- | --------------------------------------- | ----- | ----------------------------------------- | ------------ |
| 1994  | Repère des Pirates (La grande aventure) |       | Structure de jeu et d'escalade            |              |
| 2000  | Pirat'ak                                |       | Attraction aquatique (toboggan aquatique) | Dallet       |
| 2002  | Captain Roc                             |       | Bateau à bascule                          | Zamperla     |
| 2009  | Tour d'Esnambuc                         |       | Tour de chute                             | Zamperla     |
| 2023  | Kraken                                  |       | Aire de jeux XXL                          | Touchwood    |

#### «Les Vikings»
| Année | Nom (ancien nom) | Image | Type d'attraction        | Commentaire         | Constructeur |
| ----- | ---------------- | ----- | ------------------------ | ------------------- | ------------ |
| 1997  | Drakkar Express  |       | Montagnes russes assises |                     | Soquet       |
| 2003  | Le Valhalla      |       | Chenille                 |                     | Mack Rides   |
| 2012  | Les grenouilles  |       | Jump Around              | Village « Vikland » | Zamperla     |
| 2012  | Les tonneaux     |       | Tasses                   | Village « Vikland » | Zamperla     |
| 2017  | Miolnyr          |       | Air Race 8.2             |                     | Zamperla     |
| 2018  | Niørty           |       | Rockin' Tug              | Village « Vikland » | Zamperla     |
| 2018  | Troll Roll       |       | Petit train pour enfants | Village « Vikland » | Zamperla     |

#### «Le Moyen Âge»
| Année | Nom (ancien nom)           | Image | Type d'attraction                          | Constructeur |
| ----- | -------------------------- | ----- | ------------------------------------------ | ------------ |
| 1998  | La chevauchée de Guillaume |       | Chevaux galopants                          | Soquet       |
| 2002  | Tourny                     |       | Chaises volantes                           |              |
| 2005  | 1066                       |       | Montagnes russes assises                   | Soquet       |
| 2010  | Le Grand Tournoi           |       | Mega Disk'O 24                             | Zamperla     |
| 2011  | Éretic                     |       | Discovery                                  | Zamperla     |
| 2015  | Kaskade                    |       | Attraction aquatique (Bouées - Hydro Lift) | Zamperla     |

### Anciennes attractions
- Carrousel des arts : carrousel (existant en 2000[10] ; remplacé par le Carrousel de Jules en 2019[4]) ;
- Le circuit des cochons : petit train pour enfants, Marcel Lutz (existant en 2001 ; remplacé par Le Paris-Granville) ;
- Le Dôme : cinéma en relief (2004 ; remplacé par Kaskade en 2015)[12],[11],[22] ;
- Les Essards : course de mini Formule 1 (1996 ; remplacé par Les P'tits Bolides en 2019) ;
- Balade en Suisse normande : mini-canoës ;
- Le Trésor des Pirates : cinéma en relief sur la piraterie normande (2014 et 2015 ; remplacé par Le monde perdu en 2016)[31],[38].

## Animations

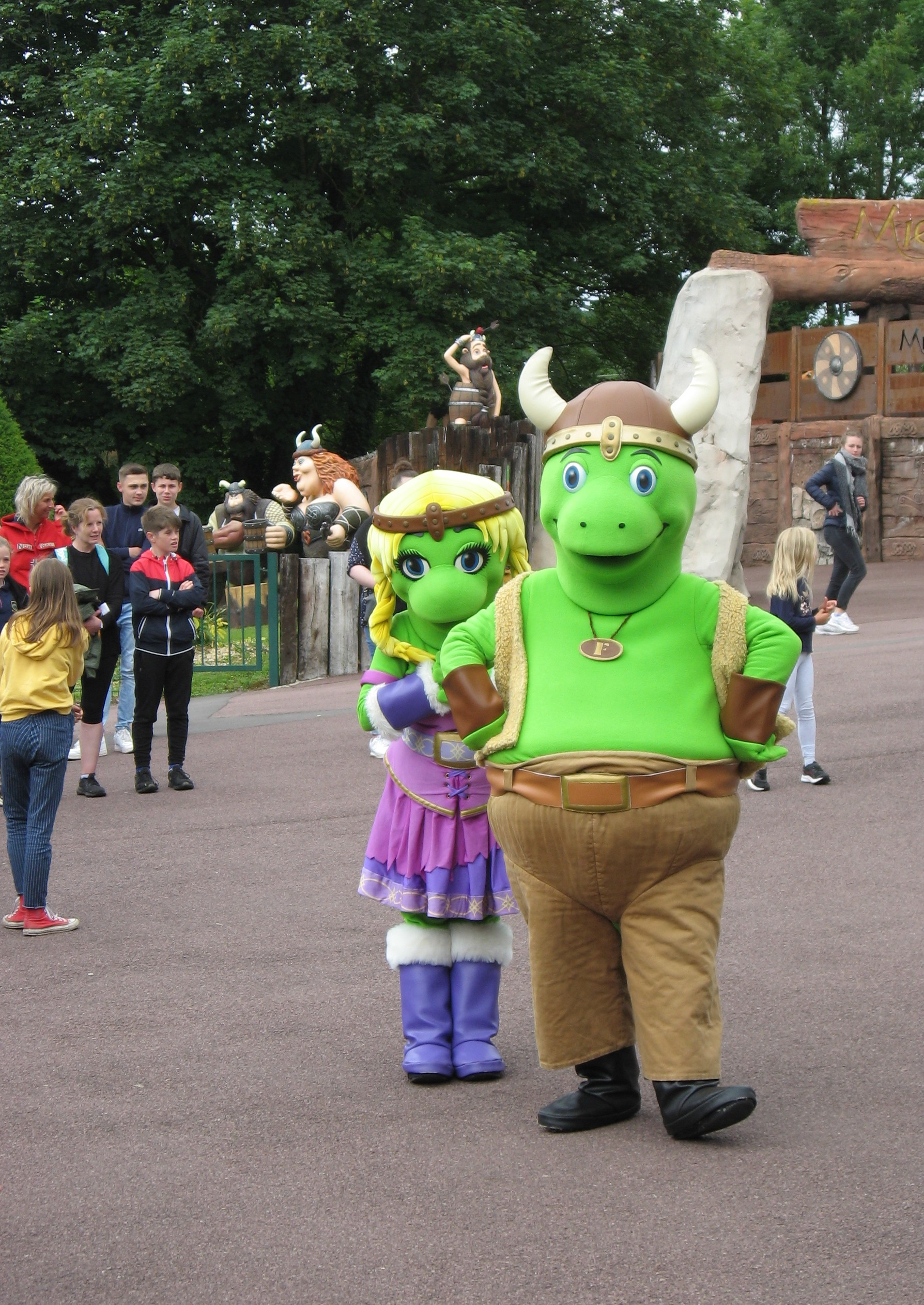
Les mascottes « Festy » et « Dina ».

En plus des mascottes « Festy » et « Dina » qui déambulent plusieurs fois par jour dans les allées du parc, plusieurs animations et spectacles sont proposés.
Des spectacles médiévaux (tournois de chevalerie notamment) sont régulièrement organisés au sud du parc durant les après-midis d'été, entre 1989 et 2010.
À l'occasion des 20 ans du parc à l'été 2009, plusieurs animations sont proposées les vendredis, samedis et dimanches, avec des spectacles d'échassiers, de cracheurs de feu, de musiciens et de comédiens, autour des thèmes du Moyen Âge, de la piraterie ou de l'Heroic fantasy.

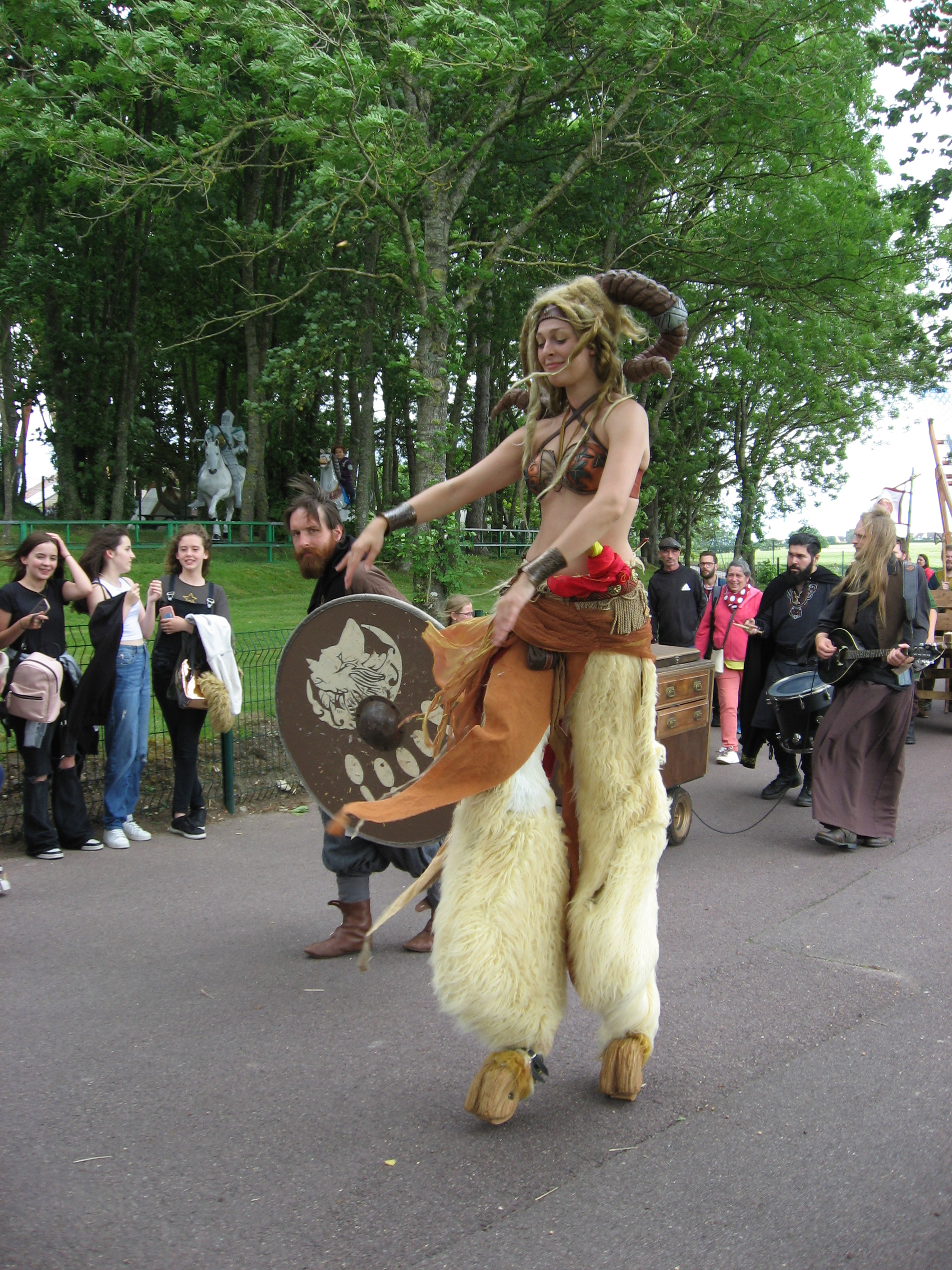
Animation du week-end de la Pentecôte.

Depuis mai 2017, le parc organise tous les ans pendant le week-end de la Pentecôte plusieurs animations autour des Vikings, dans l'esprit du festival régional Cidre et Dragon. En partenariat avec des associations et collectifs de la région tels que Ornavik, le parc invite des artisans et propose pendant ces trois jours un campement viking, des contes nordiques, ainsi que des spectacles de combats et des déambulations en musique,,.

## Chiffres

### Économie
En 2007, le parc mobilise neuf employés permanents, auxquels s'ajoutent 30 salariés d'avril à septembre et 85 en juillet et août. En 2012, onze salariés permanents sont chargés de la gestion et de l'entretien du parc, ainsi qu'une centaine de saisonniers durant l'été. En 2021, le parc compte six salariés permanents supplémentaires, malgré la crise de Covid-19.
En 2015 la société réalise un chiffre d'affaires de 3 484 000 € et dégage un résultat de 183 200 €. Les comptes récents ne sont pas disponibles.

### Fréquentation
Festyland est le plus grand parc d'attractions de Normandie, reconnu pour valoriser la culture de la région. En 2014, 70 % des visiteurs du parc sont normands ; 20 % sont des touristes en provenance des autres régions de France et 10 % sont des touristes étrangers. Il se classe a plusieurs reprises, et notamment en 2019, dans le top 15 des parcs de loisirs français,.
Fréquenté par 34 000 visiteurs l'année de son ouverture, il en accueille 75 000 huit ans plus tard, en 1997.
La fréquentation du parc entre 2004 et 2014 est fournie par le comité régional du tourisme de Normandie,, et résumée par le graphique suivant :
En 2015, le parc « confirme son grand succès » auprès du public familial en atteignant une fréquentation « historique » de 225 000 visiteurs. Ce chiffre est également atteint en 2019.
En 2020, le parc voit une baisse de sa fréquentation de 40 % (équivalant à 100 000 visiteurs de moins qu'en 2019) en raison de la pandémie de Covid-19, et par conséquent de l'absence de clientèle étrangère et des centres de loisirs et colonies de vacances,.